# Iyiyim
iyiyim（イーム）は、1998年から2008年11月まで日本で活動していた男女2人組の音楽ユニット。
iyiyim（イーム）はトルコ語で「私は元気です」の意。

## 概要
高等学校卒業後に上京。古着屋や明和電機のコーラス隊ナッパーズなどでバイトをしながら歌手を目指していたviviと、自分の曲をうたってくれるボーカルを探していたKo-sukeがスタジオで出会い、1998年に結成。路上ライブ、1・2曲を吹き込んだ手作りデモテープをレコード店に置いてもらうなど地道な活動でファン層を拡大。
2001年、パイオニアLDCよりメジャー・デビュー。
2003年以降、インディーズの力塾よりアルバムを発売。
2007年9月7日に行われたワンマンライブ「あいのわナイト5」にて活動休止を発表。
2008年1月、ボーカルのviviが下北沢440で行われた拝郷メイコ主催イベント「色々Vol.3」にソロとして出演。11月11日公式HPにて解散を発表。

## メンバー
vivi（ヴィヴィ）
担当はボーカル、作詞。9月7日生まれ。血液型はB型。愛知県安城市出身。
単独でコナミデジタルエンタテインメントの音楽ゲーム・BEMANIシリーズに参加している。
ko-suke（コースケ）
担当はギター、キーボード、プログラミング、作曲等。7月3日生まれ。血液型はA型。秋田県秋田市出身。
iyiyim解散後は主として関西方面で様々なユニットとセッション活動。　

## ディスコグラフィー

### デモテープ
- ストロベリーティアーズ/Hearty（2000）
  - 手書きのジャケット・歌詞カードをつけた手作りデモテープ。

### シングル
パイオニアLDC
- ストロベリーティアーズ（2001年1月24日発売）
- Angel～あなたに会えたから～（2001年5月23日発売）
- 失恋（2002年2月14日発売, テレビ朝日系目撃!ドキュンエンディングテーマ）

KONAMI(「vivi from iyiyim」名義)
- Bad boy（2000年）[6]
- Sweet Illusion（2002年10月）[7]
- こっちを向いてよ[8]
- 恋[9]
- ちょっと[10]
- have a good time[11]
- 最後のつよがり[11]

### アルバム
パイオニアLDC
- Tears in Heaven（2002年3月27日発売）

力塾
- あいのわ（2003年7月3日発売）
- やさしさという形のないもの（2004年8月4日発売）
- 君に見せたいものがある（2006年6月7日発売）